# Paris Saint-Germain Football Club 1984-1985
Questa voce raccoglie le informazioni riguardanti il Paris Saint-Germain Football Club nelle competizioni ufficiali della stagione 1984-1985

## Stagione
Nella stagione 1984-1985 il Paris Saint-Germain disputò un campionato sottotono conclusosi con il tredicesimo posto finale dopo che, a marzo, l'allenatore Peyroche era stato esonerato in favore di Chirstian Coste. In Coppa di Francia i parigini raggiunsero per la terza volta in quattro anni la finale del torneo, perdendo però di misura contro il Monaco mentre in Coppa UEFA il percorso della squadra, all'esordio nella terza competizione continentale, fu interrotto ai sedicesimi di finale contro gli ungheresi del Videoton Fehérvár dopo che la gara di ritorno era stata interrotta e ripetuta.

## Organigramma societario
Area direttiva
- Presidente onorario:  Henri Patrelle
- Presidente:  Francis Borelli

Area tecnica
- Allenatore:  Lucien Leduc, dal 28 marzo  Christian Coste[1]

## Maglie e sponsor
Vengono confermate tutte le divise introdotte l'anno precedente, così come lo sponsor tecnico (Le Coq Sportif) e ufficiale (RTL).
| Manica sinistra · Maglietta · Maglietta · Manica destra · Pantaloncini · Calzettoni | Manica sinistra · Maglietta · Maglietta · Manica destra · Pantaloncini · Calzettoni |

## Rosa
| N. |                    | Ruolo | Calciatore          |
| -- | ------------------ | ----- | ------------------- |
|    | Francia (bandiera) | P     | Dominique Baratelli |
|    | Francia (bandiera) | P     | Jean-Michel Moutier |
|    | Francia (bandiera) | P     | Franck Merelle      |
|    | Francia (bandiera) | P     | Sylvain Bied        |
|    | Francia (bandiera) | D     | Pascal Havet        |
|    | Francia (bandiera) | D     | Gérard Janvion      |
|    | Francia (bandiera) | D     | Dominique Bathenay  |
|    | Francia (bandiera) | D     | Yannick Guillochon  |
|    | Francia (bandiera) | D     | Thierry Morin       |
|    | Francia (bandiera) | D     | Thierry Bacconnier  |
|    | Francia (bandiera) | D     | Jean-Marc Pilorget  |
|    | Francia (bandiera) | D     | Franck Tanasi       |
|    | Francia (bandiera) | D     | Olivier Martinez    |
|    | Francia (bandiera) | D     | Thierry Tinmar      |
|    | Francia (bandiera) | D     | Fabrice Moreau      |
|    | Francia (bandiera) | C     | Jean-Claude Lemoult |

| N. |                       | Ruolo | Calciatore                |
| -- | --------------------- | ----- | ------------------------- |
|    | Francia (bandiera)    | C     | Luis Miguel Fernández     |
|    | Francia (bandiera)    | C     | Alain Couriol             |
|    | Jugoslavia (bandiera) | C     | Safet Sušić               |
|    | Francia (bandiera)    | C     | Patrice Marquet           |
|    | Francia (bandiera)    | C     | Jean-Luc Girard           |
|    | Francia (bandiera)    | C     | Jean-François Charbonnier |
|    | Francia (bandiera)    | C     | Gérard Lanthier           |
|    | Ciad (bandiera)       | A     | Nabatingue Toko           |
|    | Francia (bandiera)    | A     | Dominique Rocheteau       |
|    | Francia (bandiera)    | A     | Patrice Reverdy           |
|    | Francia (bandiera)    | A     | Patrice Ségura            |
|    | Francia (bandiera)    | A     | Laurent Pimond            |
|    | Francia (bandiera)    | A     | Franck Vandecasteele      |
|    | Austria (bandiera)    | A     | Richard Niederbacher      |
|    | Francia (bandiera)    | A     | William N'Jo Léa          |

## Statistiche

### Statistiche di squadra
| Competizione     | Punti | Totale | Totale | Totale | Totale | Totale | Totale | DR  |
| Competizione     | Punti | G      | V      | N      | P      | Gf     | Gs     | DR  |
| ---------------- | ----- | ------ | ------ | ------ | ------ | ------ | ------ | --- |
| Division 1       | 33    | 38     | 13     | 7      | 18     | 58     | 73     | -15 |
| Coppa di Francia | -     | 10     | 5      | 2      | 3      | 13     | 8      | +5  |
| Coppa UEFA       | -     | 5      | 2      | 1      | 2      | 8      | 9      | -1  |
| Totale           |       | 43     | 20     | 13     | 10     | 62     | -52    |     |